# ٹ
Ṭeh ‹ ٹ › est une lettre additionnelle de l'alphabet arabe utilisé en baloutchi, kashmiri, ourdou et pendjabi. Elle représente le son [ʈ] dans l'écriture de ses langues. Il n’est pas à confondre avec le ṇūn ‹ ڻ › qui a la même forme en position initiale ‹ ڻـ › et médiane ‹ ـڻـ ›.